# Go Ahead Eagles
Go Ahead Eagles là một câu lạc bộ bóng đá chuyên nghiệp Hà Lan đến từ thành phố Deventer thuộc tỉnh Overijssel. Họ chơi ở Eredivisie, giải đấu hàng đầu của bóng đá Hà Lan, sau khi thăng hạng từ giải hạng hai Eerste Divisie trong mùa giải 2020-21. Sân nhà của câu lạc bộ kể từ năm 1920 là De Adelaarshorst. Câu lạc bộ đã 4 lần vô địch quốc gia vào các năm 1917, 1922, 1930 và 1933.
Họ đã sản sinh ra nhiều cầu thủ đáng chú ý bao gồm Raimond van der Gouw, René Eijkelkamp, Marc Overmars, Paul Bosvelt, Jan Kromkamp, Victor Sikora, Bert van Marwijk và Demy de Zeeuw đồng thời cung cấp cho Henk ten Cate, Erik ten Hag và Leo Beenhakker trải nghiệm huấn luyện viên đầu tiên.

## Cầu thủ

### Đội hình hiện tại
Tính đến ngày 30/8/2024.
Ghi chú: Quốc kỳ chỉ đội tuyển quốc gia được xác định rõ trong điều lệ tư cách FIFA. Các cầu thủ có thể giữ hơn một quốc tịch ngoài FIFA.
| Số | VT | Quốc gia  | Cầu thủ           |
| -- | -- | --------- | ----------------- |
| 1  | TM | Đức       | Luca Plogmann     |
| 2  | HV | Hà Lan    | Mats Deijl        |
| 3  | HV | Đức       | Gerrit Nauber     |
| 4  | HV | Hà Lan    | Joris Kramer      |
| 5  | HV | Hà Lan    | Dean James        |
| 6  | TV | Hà Lan    | Calvin Twigt      |
| 7  | TĐ | Đan Mạch  | Jakob Breum       |
| 8  | TV | Hà Lan    | Evert Linthorst   |
| 10 | TĐ | Đan Mạch  | Søren Tengstedt   |
| 11 | TĐ | Hà Lan    | Bobby Adekanye    |
| 15 | TV | Hà Lan    | Robbin Weijenberg |
| 16 | TĐ | Thụy Điển | Victor Edvardsen  |
| 17 | TV | Bỉ        | Mathis Suray      |

| Số | VT | Quốc gia | Cầu thủ                  |
| -- | -- | -------- | ------------------------ |
| 19 | TĐ | Phần Lan | Oliver Antman            |
| 21 | TV | Hà Lan   | Enric Llansana           |
| 22 | TM | Bỉ       | Jari De Busser           |
| 23 | TĐ | Na Uy    | Oliver Valaker Edvardsen |
| 24 | HV | Hà Lan   | Luca Everink             |
| 25 | HV | Hà Lan   | Jamal Amofa              |
| 26 | HV | Hà Lan   | Julius Dirksen           |
| 27 | TĐ | Hà Lan   | Finn Stokkers            |
| 28 | HV | Hà Lan   | Pim Saathof              |
| 30 | TM | Hà Lan   | Sven Jansen              |
| 33 | TM | Hà Lan   | Nando Verdoni            |
| —  | HV | Đan Mạch | Aske Adelgaard           |
| —  | TĐ | Hà Lan   | Milan Smit               |

### Cho mượn
Ghi chú: Quốc kỳ chỉ đội tuyển quốc gia được xác định rõ trong điều lệ tư cách FIFA. Các cầu thủ có thể giữ hơn một quốc tịch ngoài FIFA.
| Số | VT | Quốc gia | Cầu thủ                                     |
| -- | -- | -------- | ------------------------------------------- |
| —  | TV | Bỉ       | Xander Blomme (tại Excelsior đến 30/6/2025) |

| Số | VT | Quốc gia | Cầu thủ                                  |
| -- | -- | -------- | ---------------------------------------- |
| —  | TĐ | Bỉ       | Thibo Baeten (tại Roda JC đến 30/6/2025) |

## Nhân viên câu lạc bộ
| Chức vụ                       | Tên                                           |
| ----------------------------- | --------------------------------------------- |
| Huấn luyện viên trưởng        | René Hake                                     |
| Trợ lý Huấn luyện viên trưởng | Roeland ten Berge                             |
| Huấn luyện viên thủ môn       | Eric Weghorst                                 |
| Huấn luyện viên thể hình      | Jelmer Sevenster                              |
| Huấn luyện viên trinh sát     | Frank Berghuis                                |
| Nhà phân tích đối thủ         | Gert Jan Karsten                              |
| Trinh sát                     | Jan Groeneweg Dennis Hulshoff Jules Reimerink |
| Nhà khoa học thể thao         | Tim van der Meulen                            |
| Nhà vật lý trị liệu           | Frank Nab                                     |
| Thư ký                        | Adrie Steenbergen                             |
| Nhà quản lý trang phục        | Carla Whittie-Bruggeman                       |
| Giám đốc học viện             | Eric Whittie                                  |
| Quản lý đội                   | Alfred Knippenberg                            |
| Giám đốc kỹ thuật             | Paul Bosvelt                                  |